# 宁都会议
宁都会议，是1932年10月上旬在江西省宁都县城北东山坝镇小源村召开的中共苏区中央局全体会议，会议解除了红一方面军总政治委员毛泽东的军权，毛泽东自此被迫“养病”。

## 背景
1931年3月，王明等人领导的中共中央派出的任弼时、王稼祥、顾作霖3人组成的中央代表团从上海到达中央苏区，传达中共六届四中全会精神，处理富田事变，筹备中华苏维埃第一次全国代表大会及中华苏维埃共和国临时中央政府。不久，中共苏区中央局向中央报告，请求撤消项英的苏区中央局代理书记职务，由毛泽东接任。1931年10月，该任命获临时中央批准。毛泽东上台后，在处理富田事变的过程中，与王明等人领导的中共中央立场保持一致，将富田事变定性为“AB团”的“反革命行动”，并大批处决红二十军干部。中共中央随即将处理决议发到全国各苏区，包括中央苏区在内的各苏区肃反迅速扩大化，成千上万人被杀。富田事变的处理及苏区肃反扩大化，引起了中央苏区部分领导和群众对毛泽东的不满。
尽管在处理富田事变的问题上，毛泽东和王明等人领导的中共中央取得了一致意见，但毛泽东和中共中央在诸多问题上仍有分歧，比如军事思想及军事路线、土地革命、根据地创建及巩固等等。1931年8月30日，中共中央作出《给苏区中央局并红军总前委的指示信》。1931年10月20日前后，临时中央又给苏区中央局发来第四号电。这两个指示都严厉批评了毛泽东领导下的苏区中央局及红一方面军总前委工作。
1931年11月1日至5日，即中华苏维埃第一次全国代表大会召开前夕，中共苏区中央局为贯彻中共中央的上述两个指示，在江西瑞金叶坪主持召开中国共产党中央苏区第一次代表大会，通称“赣南会议”。会上集中批判了毛泽东的多方面错误。此后，毛泽东仍按照中央的原有部署，在中华苏维埃第一次全国代表大会上当选为中华苏维埃共和国中央执行委员会主席兼人民委员会主席。
中华苏维埃第一次全国代表大会后，1931年11月下旬，中华苏维埃共和国中央革命军事委员会（以下简称“中革军委”，由苏区中央局直接领导）成立，同时取消红一方面军总司令、总政委名义及其组织。中革军委主席为朱德，副主席为周恩来、彭德怀、王稼祥、项英。王稼祥还兼任中革军委总政治部主任。叶剑英任中革军委总参谋部总参谋长。红一方面军总部撤销后，所辖部队由中革军委直接指挥，并且统称为中央红军。毛泽东担任的红一方面军总政委职务随之取消，但毛泽东仍参加红一方面军的主要活动。1931年12月，中共中央政治局常委周恩来进入中央苏区，任苏区中央局书记。毛泽东的代理书记职务至此结束。但是，周恩来任苏区中央局书记后，为便于了解情况，仍由毛泽东主持苏区中央局工作，尽管当时毛泽东的处境已较困难。1932年1月中旬，毛泽东在瑞金叶坪主持召开中共苏区中央局主要成员会议，遭到与会者批判，会议中途更换主持人。会后不久，毛泽东辞去主持苏区中央局工作的职务，向苏区中央局请病假，赴瑞金城郊的东华山古庙养病。从1932年1月下旬开始，苏区中央局书记周恩来正式主持苏区中央局的工作。1932年3月江口会议后，毛泽东随军指挥，但继续被批判为“右倾机会主义”。1932年6月上旬，苏区中央局在长汀召开全体委员会议，迫使毛泽东在会上承认了自己犯有“右倾机会主义”错误。
1931年12月周恩来进入中央苏区时，正在因为此前与瞿秋白一道主持中共六届三中全会纠正中共“立三路线”的错误时过于温和，没将之说成路线错误而只说是“中央个别的策略上的错误”，从而招致共产国际不满。被戴上“调和主义”帽子，处境艰难。在共产国际主导下，1931年1月召开的中共六届四中全会确立了王明派全面掌握中央大权，周恩来虽被留用但属于犯错误者。周恩来在中央苏区虽然担任苏区中央局书记，是苏区最高领导人，但同时也有政治包袱。
1932年6月，蒋介石自任总司令，调集军队准备对中央苏区发动第四次围剿。6月，中共苏区中央局决定恢复红一方面军番号。1932年7月，蒋介石对中央苏区发动第四次围剿。红一方面军奉命从千里之外的福建漳州回师北上。当时毛泽东的职务仍是政府主席。1932年7月25日，周恩来、毛泽东、朱德、王稼祥致电苏区中央局，提出“为前方作战指挥便利起见，以取消政府主席一级，改设总政治委员为妥，即以毛任总政委。作战指挥权属总司令、总政委，作战计划与决定权属中革军委，关于行动方针，中央局代表有决定权。”7月29日，周恩来单独致电苏区中央局，就此进一步提出建议称：
现在我想是否可改为军事最高会议，由政府明令发表以周、毛、朱、王四人组织，周为主席，负责解决一切行动方针与作战总计划。如依你们提议仍以周为总政委，这不仅对于政府主席、总政治部主任的关系弄得多头指挥，而且使政府主席将无事可作。泽东的经验与长处，还须尽量使他发展而督促他改正错误。他做总政委其权限于指挥作战，战术方面为多。依上两次战役看，红军战术差得很，虽高级指挥员都需帮助。玉阶不细心，有泽东负责，可能指挥适宜。遇关重要或犹豫不定时，我便可以最高军事会议主席或中央局代表名义来纠正或解决。以政府主席名义在前方，实在不便之至。且只能主持大计，这又与中央局代表我军事会议主席权限相同，故此种宝塔式的指挥权，必须改变。我觉得前方决定于实际于原则均无不合。
1932年8月上旬，中共苏区中央局在江西兴国召开会议，讨论红军下一步行动计划。会议接受了周恩来的提议，决定任命毛泽东为红一方面军总政委。会议还决定，前方组成周恩来、毛泽东、朱德、王稼祥4人“军事最高会议”，周恩来任主席，负责一切行动和作战总计划；后方做地方群众工作以配合前方。
1932年8月，在军事最高会议指挥下，红一方面军发起乐安宜黄战役，重创前来围剿的国民革命军。乐安宜黄战役后，临时中央及苏区中央局随即命令红一方面军北进，进攻南城。但前方发现南城有3个师驻守，且蒋介石正从武汉、南昌、吉安等地调军队支援。军事最高会议商议后，决定改为在南城、南丰、宜黄间分兵筹款，寻找战机。周恩来还致电苏区中央局及临时中央，解释改变作战计划的理由。红军随后主动撤到宁都县东韶、洛口一带休整。
但是，后方的苏区中央局不同意停止进攻南城，指红一方面军“不宜在南丰、南城、宜黄间久待，这给群众以十二分不好的影响”，要求按照临时中央的指示，红军主力应绕到乐安、宜黄等地迎击敌军，进而威胁并攻占吉安、抚州等中心城市，威胁南昌。1932年9月23日和9月25日，周恩来、毛泽东、朱德、王稼祥先后两次联名致电苏区中央局，表示在当前条件下无把握攻城打援，应当“赤化北面地区，逼近宜、乐、南丰，变动敌情，争取有利于决战以消灭敌人的条件。”9月25日，苏区中央局复电不赞成，仍要红军主力“积极的出击敌军”。9月26日，周恩来、毛泽东、朱德、王稼祥再次致电苏区中央局，表示苏区中央局的上述计划无法执行。同日，红一方面军总司令朱德、总政委毛泽东发出《在敌人尚未大举进攻前部队向北工作一时期的训令》。苏区中央局认为该训令违背了临时中央的进攻中心城市同敌军主力决战的“积极进攻路线”，更具体地说是违背了临时中央关于粉碎第四次围剿行动方针的指示电中“以积极迅速之行动，择敌弱点击破一面”的精神。9月29日，苏区中央局致电周恩来、毛泽东、朱德、王稼祥，指出该训令“这完全是离开了原则，极危险的布置。中央局决定暂时停止行动，立即在前方开中央局全体会议。”
另一方面，前方的军事最高会议内部也争论不休。1932年9月24日，周恩来单独致电后方的苏区中央局，电文中称：
前方关于战略原则和发展方针，时常引起争论，而且在动摇的原则上变更意见，有时今天以为是的，明天会是以为非，工作在不定状况之下非常难做，前方组织既不是集权于个人负责制，各人能力又均有长有短，许多事件既不能决之于个人。而且时常变更其解释的原则，尤令人无所适从，有时争论则不胜其争论。我以为既主张在前方开会，则须开全体会，彻底解决一切原则上的问题而不容再有异议，否则前方工作无法进行得好，尤其是军事行动上，必须行专勿疑，大家都不放心，事情一定做不好，即使有错，也要在检阅时予以批评，遇事干涉，遇事不放心，即不错也会弄错！前方每遇商榷之事，辄离开一定原则谈话，有时海阔天空，不知“伊于胡底”，而实际问题反为搁下，即不搁下，也好象大问题没有解决小问题没有把握似的。尤其是军事战略，更可以随意恣谈不值原则，因此工作方针极难稳定。我意刘伯承必须调来当参谋长，才可以有一个帮手，才可以时时以应该遵循的原则来警醒我们。关于这一点，剑英要比伯承为差。再则前方负责人太多，我意与其各执一见，不如抽出人来做前方与后方的群众工作，或到河西去都可，我想我还是到后方来，否则必须有另一办法解决。此事尚未与前方各同志谈，我亟望中央局全体会能在前方开成，地点在广昌，以根本解决这一困难问题。
该电报显示了身为军事最高会议主席的周恩来与红一方面军总政委毛泽东相处不睦。周恩来乃在该电报中提出解决前方作战指挥的专责问题，并强调“这是目前最中心而亟待解决的问题”。该电报提出了“我以为既主张在前方开会，须开全体会，彻底解决一切原则上的问题而不容再有异议”，为召开宁都会议作了铺垫。
后方的苏区中央局收到电报后，在宁都会议前单独向周恩来提出了撤换毛泽东的动议，并表示要对所有违背积极进攻路线的消极等待观念开展“无情的打击”。宁都会议之后，1932年11月12日任弼时、项英、顾作霖、邓发就宁都会议的经过与争论致中共临时中央的电报中称，“关于召回泽东同志问题，是因为前方领导和指挥战争责任，必须专一”、“过去名义上恩来虽负最高军事会议主席，实际上并不能起领导专一的作用，显然非有彻底解决办法是于战争领导极为不利的。会议前我们即将召回泽东的意见告诉恩来。他亦不表示一定意见。”
9月25日、26日、30日，周恩来、毛泽东、朱德、王稼祥先后三次致电后方的苏区中央局，提议在江西宁都举行苏区中央局会议，讨论重大问题及作战行动。其中，9月30日的报告提出，在前方开中央局全体会议，4天后可开成，军事行动计划亦将在这一会中决定。

## 会议
宁都会议起止日期，有不同说法。黄少群认为是1932年10月2日之后到10月12日之前的某几天。黄允升认为上限为10月4日，下限为10月10日。后来流行的观点认为，会期是从10月3日到10月8日。
1932年10月初，中共苏区中央局全体会议在江西宁都开幕。毛泽东、朱德、王稼样、顾作霖、邓发、任弼时、项英与会。举行第一次会议时，在前线指挥作战的苏区中央局书记周恩来正在赶来的路上，未能出席，会议由任弼时主持；后方中央局的人要求会议“一致同意中央长信指示”（即临时中央于1932年7月21日给苏区中央局和闽赣两省委要求坚决执行“进攻路线”、“夺取中心城市”、“争取江西首先胜利”的长信）。毛泽东坚持9月26日前方中央局训令的观点（在目前敌军坚守据点、向中央苏区游击进扰与迅速布置大举进攻的情况下，“决心在宜(黄)、乐(安)、南丰之间以战备姿势布置目前的战场”，而不是临敌主动出击），不同意红军无条件地离开苏区出击强敌。中央局一些成员，根据临时中央历次指示，批评前方“表现对革命胜利与红军力量估量不足”，“有以准备为中心的观念，泽东表现最多”，指责毛泽东对“夺取中心城市”方针的“消极怠工”，是“上山主义”，把他提出的“诱敌深入”方针，指责为“守株待兔”、“专去等待敌人进攻的右倾主要危险”。会上，后方的苏区中央局委员任弼时、项英、顾作霖纷纷表态支持共产国际的路线及临时中央的决定，批评毛泽东“认为早应北上，过去七个月都错误了之不正确观点”，“乐宜战役后，又重犯了分兵筹款错误”等，批评毛泽东对临时中央制定的“夺取中心城市”的方针“消极怠工”，属于“纯粹防御路线”，并指责毛泽东在前三次反围剿中的“诱敌深入”战略是“以准备为中心”、“专去等待敌人进攻的右倾主要危险”，指责毛泽东“不尊重党的领导”、组织观念不强。毛泽东则坚持自己的意见，并据理反击，致使后方中央局成员认为毛泽东态度不好，“承认和了解错误不够”，加重了对毛泽东的指责。朱德、王稼祥明确表示支持毛泽东的主张。王稼祥说“众所周知，我也是四中全会后由中央派来苏区的，我对中央指示也一直是服从和执行的。但是我从几次反‘围剿’的胜利中，以及从打赣州的教训中，逐步认识到毛泽东同志的思想主张，是符合红军和苏区实际情况的，他提出的战略思 想和战术原则，已经被实践证明为行之有效的，他的指挥决策也一直被证明是正确的。红军和苏区之能有今日，是与毛泽东同志的正确领导分不开的”“我与毛泽东同志并非旧交，相识不久。倒是与王明、博古等同志是老同学、老同事甚至老乡 … … 我们要看谁的主张对革命更有利”“大敌当前，不可换将；指挥重任，非他莫属。”王稼祥的讲话，使会议陷入了僵持之中，形成了前方中央局和后方中央局对垒的状态。
第二次开会前，周恩来赶回，主持了第二次会议。经周恩来争取，第一次会议时被排除在会议外的非苏区中央局成员陈毅获准列席会议，但规定陈毅只可旁听不可发言。周恩来可能只是想解决前方作战指挥的专责问题，但并不想如后方的苏区中央局委员们那样上升到路线斗争。作为会议主持人，周恩来在会上试图缓和对毛泽东的批判，对双方各打五十大板，并且替毛泽东作了很多解释，但在撤换毛泽东已成定局的情况下，周恩来提出在两种办法中择其一：一是由周恩来在前方负全责，毛泽东留在前方当助理；二是由毛泽东负责作战指挥，而由周恩来监督行动方针的执行。毛泽东本人则认为既然不能得到信任，就坚决拒绝周恩来提出的前一方案。
经过多天会议，支持临时中央的决定的意见占了上风，大多数苏区中央局委员最终都认为毛泽东承认错误不够，赞同解除毛泽东的红一方面军总政委职务。会议通过的军事行动方针要求红军在敌军未完成合围前，主动出击夺取中心城市，争取革命在江西省首先胜利。会议还决定取消前线的“军事最高会议”。尽管周恩来“坚持要毛同志在前方助理，或由毛同志负主持战争责任”，但会议最终“批准毛同志暂时请病假，必要时到前方”，实际上剥夺了毛泽东的军权。
1932年11月12日任弼时、项英、顾作霖、邓发就宁都会议的经过与争论致中共临时中央的电报中称，“我们鉴于他对领导和指挥战争尚缺少自信心，最后后方同意他负主持全责，泽东仍留前方助理的办法。”（此句中的“他”指周恩来）。但毛泽东不愿意委曲求全，要求回后方“养病”。会议这才“批准毛同志暂时请病假，必要时到前方”，这是否定了周恩来提出的第二种办法，而对第一种办法留有余地。

## 会后
宁都会议是在王明的“积极进攻战略”同毛泽东的“积极防御战略”之间斗争的总爆发。此次会议是在红军即将展开第四次反围剿的情况下召开，对红军此后的战略造成了深远影响。毛泽东的下台及其后失势，也是因为其严厉处理富田事变及肃反扩大化，造成了中央苏区干部群众对他的反对。
会后，毛泽东即赴福建长汀福音医院疗养，10月中旬抵达。王稼祥向毛泽东告别，并要毛泽东再争取一下留在前方。毛泽东回答说：“算了吧，我们是少数，还是服从多数吧！”另一方面，毛泽东对周恩来表示：“前方何时来电召便何时来。”（见1932年11月12日周恩来致中共苏区中央局的电报。）1972年6月10日，周恩来在《对我们党在新民主主义革命阶段六次路线斗争的个人认识》中也称，宁都会议后毛泽东曾向周恩来表示：“前方如有急需，可来电报，我即前去。”这是毛泽东为自己留下的转圜余地，也符合宁都会议决议。但是此后随着周恩来在军事指挥上的不断胜利和领导地位的巩固，毛泽东从未接到过前方电召。
在宁都会议举行的同时，上海的临时中央接到苏区中央局报告。1932年10月6日博古召集在上海的部分中共中央政治局常委开会讨论，批评毛泽东“分散工作的观点”“是保守、退却”，“是不能容许的”，认为应对毛泽东作坚决斗争。10月12日，苏区中央局以中革军委名义发布通令：
中华苏维埃共和国军事委员会通令：

当此革命猛烈向前发展的时候，苏维埃政权的巩固与发展，是十二万分重要的。工农红军第一方面军兼总政治委员毛泽东同志，为了苏维埃工作的需要，暂回中央政府主持一切工作。所遗总政治委员一职，由周恩来同志代理。特此通令各军，希转饰所属知照。
通令由军事委员会主席朱德、副主席王稼祥和彭德怀共同签署。该通令明确撤销了毛泽东的红一方面军总政治委员职务。1932年10月21日，由苏区中央局起草的送前方周恩来、朱德、王稼祥征求意见的《苏区中央局宁都会议经过简报》发出，由于宁都会议未留下记录和决议，所以该简报是仅有的保留至今的苏区中央局有关宁都会议的一手文献。
临时中央的上述电示到达中央苏区前线时，宁都会议已结束，毛泽东已到长汀福音医院“养病”。留在宁都的苏区中央局委员再度开会。10月26日，临时中央正式任命周恩来兼任红一方面军总政治委员。刘伯承升任红军总参谋长。
1932年11月，临时中央发出《关于军事路线给苏区中央局的指示》，将毛泽东在前三次反围剿战争中形成的积极防御战略，批判为“纯粹防御路线”，并打击和排挤了执行该路线的干部；且否定了中革军委通令中调毛泽东回到后方“中央政府主持一切工作”的决定，剥夺了毛泽东的工作权利。
毛泽东在长汀福音医院“养病”期间，见到中共福建省委代理书记罗明，二人长谈，意见渐趋一致。罗明出院后，在长汀主持召开中共福建省委会议，传达毛泽东的意见。博古等人抵达中央苏区时，途经长汀，罗明劝博古去看正在“养病”的毛泽东。博古回答：“毛泽东有什么可看的！”罗明还汇报了照毛泽东指示开展游击战争的情况，博古很反感。毛泽东在长汀“养病”4个月后，被中央召回，来瑞金主持政府工作。不久，临时中央在中央苏区开展反“罗明路线”运动，实际上是整肃毛泽东及其支持者，受牵连者还有邓小平、毛泽覃、谢维俊、古柏等人。博古对中共江西省委负责人说：“毛泽覃、谢维俊还与毛泽东通信，他们心里不满，这是派别活动。”毛泽东的亲属也受牵连，长期管理文件的妻子贺子珍改任收发，弟弟毛泽覃被撤职，并遭到开除党籍的威胁，毛泽覃的妻子贺怡被撤消中共瑞金县委组织部副部长职务，贺子珍的哥哥贺敏学被免去红二十四师代理师长职务。
后来，在贺子珍陪同下，毛泽东到云石山的云山寺休养。云山寺荒凉冷清，仅有已还俗的赵和尚在庙前种菜地。毛泽东有时候读书，有时候与来菜地干活的赵和尚聊天。贺子珍回忆，当时没人敢同毛泽东说话，没人敢来看毛泽东。毛泽东回忆：“那时候，不但一个人也不上门，连一个鬼也不上门……还好，我的脑袋没有被砍掉。”“他们把我个木菩萨扔到粪坑里，再拿出来，搞得臭得很。”实际上，还是有少数人冒政治风险来看望毛泽东，如杨至成、聂荣臻、林彪等人。
宁都会议后，后方的苏区中央局委员们对周恩来在宁都会议上各打五十大板的态度非常不满。1932年11月12日任弼时、项英、顾作霖、邓发就宁都会议的经过与争论致中共临时中央的电报中，集体向临时中央告状，指责周恩来没有大力反对以消极等待为中心的右倾危险，“在结论中不给泽东错误以明确的批评，反而有些地方替他解释掩护”，并且还将之与周恩来此前被扣上的“调和主义”帽子联系起来，称周恩来“在斗争中是调和的，是模糊了已经开展了的斗争战线”，“恩来在斗争中不坚决，这是他个人最大的弱点，他应深刻了解此弱点加以克服。”同日，周恩来在致中共临时中央的电报中辩解道：“我承认在会议中我对泽东同志的批评是采取了温和态度，对他的组织观念错误批评得不足，另外却指正了后方同志对他的过分批评”，但是因此“认为未将这次斗争局面展开，是调和，是模糊了斗争战线，我不能同意。”他在该电报中还解释了挽留毛泽东在前方的原因。1932年11月，临时中央在致苏区中央局的复电中称，“恩来同志在会议的立场是正确的，一部分同志责备恩来为调和派是不正确的。”
1933年2、3月间，在指挥红军强攻南丰不克后，周恩来、朱德临机采纳林彪的建议，将强袭改为佯攻，采用大兵团伏击国民党军队的增援部队，在黄陂、草台冈接连大胜，一举粉碎了第四次围剿。蒋介石在给陈诚的手谕中称：“此次挫败，惨凄异常，实有生以来唯一之隐痛！”这次胜利是红军首次围歼蒋介石的主力部队而非杂牌军，并且创造了红军以前从未使用过的大兵团伏击战法。（毛泽东领导下的前三次反围剿歼灭的都是杂牌军，战法上也没有采用过大兵团伏击。）周恩来由此摆脱了自中共六届四中全会后在政治上的被动地位，在红军中威名大震，不但应邀在大会上作胜利报告，还获得红星奖章。第四次反围剿的大胜巩固了周恩来在党内、红军内、苏区内的领导地位，并且使周恩来获得了临时中央青睐，却也在无形中使毛泽东复出的希望落空。
1934年4月中旬，第五次反围剿期间，蒋介石集中11个师进攻中央苏区北部的广昌。仍在“养病”的毛泽东，曾找到博古、李德、周恩来组成的最高“三人团”，提出向湖南中部进军，以调动江西敌军到湖南而消灭之，但该建议未被最高“三人团”采纳。毛泽东受冷遇的情况，直到红一方面军长征到达遵义，召开遵义会议时才被改变。
宁都会议对毛泽东同其他中共中央领导人的关系产生了深刻影响。在宁都会议前后批判过毛泽东的部分领导人日后陆续做过检讨。1945年4月20日，任弼时在延安中共六届七中全会上，承认宁都会议时自己批判毛泽东是“一时的宗派活动”。做过更多检讨的是周恩来。延安整风期间，1943年11月15日，周恩来在中共中央政治局会议上的发言提纲中表示，自己是“以事务主义的作风与布尔塞维克毛主席的作风互不兼容”。文化大革命爆发后，1966年5月23日，周恩来在中共中央政治局扩大会议小组会上发言称，宁都会议是自己“一生最大的错误和罪恶”。1972年6月10日，在中央批林整风汇报会上，当着各地党政军负责人的面，周恩来在《对我们党在新民主主义革命阶段六次路线斗争的个人认识》的发言中历数自己历史上反对毛泽东的错误，其中将宁都会议列为自己“犯路线错误中最严重的罪过之一”，表示当时“执行王明路线在组织上尤其是在军事上出大力的要算是我”，而且自己在宁都会议后至1934年10月红军长征“未曾向主席求教过一次，现在反省起来，对照主席在宁都会议的临别之言，我真无地自容！”（“主席在宁都会议的临别之言”即毛泽东临别时对周恩来所说的“前方如有急需，可来电报，我即前去。”）自己当时“怕掉乌纱帽，所以有些不同意见也不敢提。到了宁都会议掌军权，那就不是怕掉乌纱帽而是抢人乌纱帽的资产阶级个人私心膨胀了。”这里说的抢人乌纱帽即抢了毛泽东的职位。

## 共产国际的反应
过去，共产国际执行委员会远东局（简称“远东局”）常驻上海，但是1931年春夏以后，因环境险恶，远东局领导班子主要成员米夫、埃斯勒、雷利斯基、斯托维尔、别斯帕洛夫等人陆续离开中国，远东局工作因此瘫痪。上海的中共临时中央因此请共产国际执行委员会派来一个代表团指导苏维埃革命，共产国际执委会决定先派德国共产党党员阿图尔·埃韦特作为驻华政治代表，了解共产国际的指示在中国执行情况，并加强远东局工作，指导中国苏维埃革命。1932年9月，共产国际执委会驻华政治代表埃韦特到中国。在得知宁都会议情况后，埃韦特表态同意苏区中央局在后方的领导人及临时中央的意见。10月8日，埃韦特在致共产国际执委会书记皮亚特尼茨基的报告中写道：
“毫无疑问，毛泽东的总方针是错误的（过分强调防御的有效性，躲到山区去等等，幻想在现有基础上似乎有可能从经济上得到加强，尽管目前存在着15万甚至更多白军的进攻威胁，同时怀疑进攻的能力，等等）。江西领导采取进攻策略的政治方针是正确的。必须保证对这一方针的普遍承认。必须说服毛泽东相信这一方针的正确性，并尽可能地采取和善的方式。
直到1932年10月27日，莫斯科的共产国际执委会仍表示对宁都会议情况一无所知，要求临时中央详细汇报中央苏区的意见分歧。但很快便通过埃韦特负责的远东局转发的苏区中央局和临时中央来往电报、埃韦特致共产国际执委会书记皮亚特尼茨基的报告、王明主持的中共驻共产国际执委会代表团的信函及报告这三个途径了解到宁都会议的争论。随后，共产国际执委会在发给临时中央的电报中，总体同意临时中央的处理意见。共产国际执委会政治书记处和远东局总体支持苏区中央局后方领导人及临时中央是必然的，因为宁都会议批判毛泽东是基于临时中央推行的进攻路线，而进攻路线受到过共产国际领导人的赞赏。
埃韦特在致皮亚特尼茨基的报告中转述苏区中央局后方领导人同毛泽东的矛盾时，将之描写为进攻路线同防御路线这两条政治路线间的矛盾，苏区中央局后方领导人的进攻路线政治上正确，毛泽东的防御路线错误。但到1933年3月，由于国民党军队围剿，共产国际不再强调红军攻占中心城市，埃韦特还建议红军不要包围强攻设防严的城市，他解释说：“我们的任务仍然是夺取敌人设防的城市，因此应该再进行这方面的尝试。但不是每天，不是任何时候，而要视情况而定。另一方面，自然必须采取措施，以使必要的和临时的战术改变不被毛泽东等人的错误路线用来只进行游击战。”
尽管总体同意苏区中央局后方领导人及临时中央对毛泽东的批评，但是共产国际执委会及远东局均反对把毛泽东调离红军指挥职位。埃韦特在致皮亚特尼茨基的报告中认为毛泽东仍是有威望的领袖，为实施正确路线而与毛泽东斗争时须谨慎，反对目前撤销毛泽东职务。
1933年3月，一直很重视毛泽东的共产国际执委会政治书记处在发给临时中央的电报中，同意临时中央对毛泽东的处理意见，但明确要临时中央对毛泽东必须最大限度克制并施加同志式影响，为毛泽东提供充分机会在临时中央或苏区中央局领导下担任负责工作，又谈到用红军的机动性开展游击战及诱敌深入的必要性，反对红军盲目同优势敌人决战并冒险进攻城市，“在保卫苏区时，对于中央苏区来说特别重要的是要保持红军的机动性，不要以巨大损失的代价把红军束缚在领土上”，“应该事先制定好可以退却的路线，做好准备，在人烟罕至的地方建立有粮食保证的基地，红军可以在那里隐蔽和等待更好的时机”，“应避免与敌大量兵力发生不利遭遇，要采取诱敌深入、各个击破、涣散敌人军心和使敌人疲惫的战术，还要最大限度地运用游击斗争方法。”
埃韦特负责的远东局认为，共产国际执委会政治书记处发出的该指示与共产国际执委会赞成临时中央正在执行的进攻路线相矛盾，可能造成党和军队的思想混乱。而且作为对临时中央1932年10月给苏区中央局指示的答复电报，共产国际执委会政治书记处的该指示电报直到1933年3月才发出，当时毛泽东早已被撤销军职，而且中央苏区第四次反围剿刚获大胜，临时中央和远东局都认为此胜是红一方面军排除了毛泽东防御路线而执行进攻路线获得的胜利成果。所以埃韦特代表远东局向临时中央转发该电报时，特别说明：“至于共产国际最近的一份电报，我们认为，当前它不应该对我们的军事战术作出根本性的修改。在我们看来，该电报是出于这样的考虑：万一敌人取得重大胜利，我们必须保存和加强我军力量。而我方取得胜利时，我们应一如既往地消灭敌人的有生力量，并始终尽最大努力使我军主力不受威胁。”
埃韦特负责的远东局反对共产国际执委会政治书记处的该指示，也是因认为诱敌深入战术已经无法有效保卫苏区。中央苏区当时的局面比上海埃韦特负责的远东局描述的困难更多。诱敌深入、集中优势兵力各个击破曾经是毛泽东领导红军同国民党军队作战时的有效战术。但自第四次围剿中央苏区失败后，国民党军队便放弃了过去分兵合击、长驱直入的战术，改采堡垒战术，缓慢蚕食苏区。因此诱敌深入战术成功的机会越来越小。远东局以及红军不少指战员都已认识到这一点。共产国际执委会政治书记处没料到自己的军事指示会受到埃韦特负责的远东局激烈批评。1933年4月11日，共产国际执委会政治书记处政治委员会致电埃韦特，表示上述电报指示并非是指任何情况下都取防御，在有利条件下自然可实施进攻。该电报俄文稿里本来还有一句：“在敌人优势兵力进攻的情况下，应使用诱敌深入到我们地区的战术。”但在发给埃韦特时删去此句。此后直到长征前给中共临时中央、远东局的电报指示中，共产国际执委会政治书记处基本不再提诱敌深入战术，尽管仍多次重申红军用机动性开展运动战的必要性。

## 会议旧址
宁都会议旧址，名为“榜山翁祠”，位于宁都县东山坝镇小源村，现为江西省文物保护单位。